# .22 Extra Long
.22 Extra Long це американський набій кільцевого запалення .22 in (5,6 мм) для гвинтівок та пістолетів.

## Опис
Набій .22 Extra Long було представлено в 1880 році. Його використовували в зброї Remington, Ballard, Wesson, Stevens, а пізніше (1916) в однозарядних гвинтівках з ковзним затвором Winchester M1902 та M1904, а також в револьверах Smith & Wesson.
Маючи таку саму змащену ззовні кулю вагою 2,6 г, як і набій .22 Long Rifle, набій Extra Long був споряджений 6 гранами (389 мг) димного пороху. Загалом, він був дещо кращим по продуктивності ніж .22 LR, але був "не дуже точним", хоча пізніші заряди з бездимним порохом дозволили досягти таку саму дулову швидкість, як у .22 LR. 
Як і .22 Winchester Automatic та  .22 Remington Automatic, набій .22 Extra Long не можна заряджати в зброю під набій .22 Long Rifle. Але оскільки за параметрами він схожий на коротші набої .22 Short, .22 Long та .22 LR, їх можна заряджати в зброю розроблену під набій .22 Extra Long (так само як і набої .38 Special можна використовувати в зброї під набій .357 Magnum або .44 Special в зброї під набій .44 Magnums). 
За потужністю .22 Extra Long можна порівняти з набоєм .22 Long Rifle, який є більш поширеним. 
В комерційний продаж набій .22 Extra Long надійшов в 1935 році.